# Фридрих II (великий герцог Баденский)
Фридрих II Баденский (нем. Friedrich II. von Baden; 9 июля 1857, Карлсруэ, Великое герцогство Баден — 9 августа 1928, Баденвайлер, Республика Баден) — последний великий герцог Бадена с 1907 по 1918 год, генерал-полковник со званием генерал-фельдмаршала (15 сентября 1905).

## Биография

### Юность и образование
Сын великого князя Фридриха I Баденского и Луизы Прусской. Учился у домашних учителей и не общался со своими сверстниками. Для социализации был направлен учиться в гимназию великого герцога Фридриха в Карлсруэ с одиннадцатью другими студентами из образованного среднего класса. Фридрих, однако, был очень застенчивым, неконтактным и мало интересовался предметами, которые ему преподавали. В 1875 году он бросил учёбу и поступил на военную службу в первый лейб-гренадерский Баденский полк № 109 в Карлсруэ в звании лейтенанта. Так как полк был частью прусской армии, а дедушка Фридриха, император Вильгельм I, был также прусским королём, он позаботился, чтобы его приняли в армию в Карлсруэ.
После путешествия в Рим и на Сицилию, которое он осуществил в 1875 году, продолжил учёбу в Хайдельберге, где изучал общественно-политические науки и юридические науки, а также историю. Затем он учился в Бонне, где он был сокурсником своего двоюродного брата принца Вильгельма, бывшего младше его на 2 года, позднее ставшего императором Вильгельмом II. С 1878 по 1879 Фридрих учился во Фрайбурге. Как и во времена своей школьной карьеры, Фридрих демонстрировал очень небольшой интерес к университетскому образованию. В принципе, он учился не как его однокурсники, а лишь посещал лекции. Как наследник престола он должен был приобрести как можно больше опыта, в том числе и в университете, что было необходимо для получения высшего образования.

### Брак
Фридрих женился 20 сентября 1885 года на принцессе Хильде Нассауской. Свадьба состоялась в поместном замке в Ленгрисе, который являлся владением дома Нассау. Хильда была младшей дочерью великого герцога Люксембурга Адольфа Нассау, чьи герцогства в 1866 году во время прусско-австрийской войны были аннексированы. Из-за их робости и нерешительности, они никогда не пользовались такой популярностью, какова была у великого герцога Фридриха I и великой герцогини Луизы. Брак Фридриха и Хильды был бездетным.

### Период правления
С ноября 1881 года по октябрь 1882 года Фридрих принял регентство, так как его отец тяжело заболел тифом. После последовавшей 28 сентября 1907 года смерти отца, Фридрих II принял правительство. В сущности, он продолжал либеральную политику своего предшественника. Во время его правления была основана Мангеймская высшая школа, преобразованная в Мангеймский университет (1908), и расширено крыло художественной галереи в Карлсруэ (1909), что было запланировано его отцом и которое было посвящено произведениям Ханса Томы.
Его правление сопровождалось государственными министрами Александром фон Душем (1905—1917), а также Генрихом фон Бодманом (1917—1918). После отставки Бодмана последнее правительство Фридриха II было образовано 10 ноября 1918 при социал-демократе Антоне Гайссе, уже без участия великого герцога в назначении министров. После того, как в Карлсруэ перед замком дошло до стрельбы, Фридрих удалился в замок Цвингенберг. 22 ноября 1918 в замке Лангенштайн в Хегау он подписал документ об отречении от баденского трона.

### Последние годы
После своего отказа от трона, Фридрих II вместе с Хильдой жили сначала в замке Лангенштайн, как гости графа Роберта Дугласа, а с 1920 года во Фрайбурге. В течение последующих лет Фридрих почти ослеп и ездил на лечение в Баден-Баден и Баденвайлер.
Похоронен в фамильной великогерцогской усыпальнице в Фазановом саду Карлсруэ.

## Награды
Баденские:
- Орден Верности
- Орден Церингенского льва
- Орден Военных заслуг Карла Фридриха
- Орден Бертольда I

Иностранные:
- Прусский орден Чёрного орла
- Прусский Железный крест 1-го и 2-го классов
- Российский орден Святого апостола Андрея Первозванного
- Итальянский Высший орден Святого Благовещения
- Баварский орден Святого Губерта
- Датский орден Слона
- Шведский орден Серафимов